# هنري مارش
هنري مارش (بالإنجليزية: Henry Marsh) هو منافس ألعاب قوى أمريكي، ولد في 15 مارس 1954 في بوسطن في الولايات المتحدة.

## وصلات خارجية
- هنري مارش على موقع الاتحاد الدولي لألعاب القوى (الإنجليزية)
- هنري مارش على موقع الاتحاد الأمريكي لسباقات المضمار والميدان (الإنجليزية)
- هنري مارش على موقع الاتحاد الأمريكي لسباقات المضمار والميدان، قاعة المشاهير (الإنجليزية)
- هنري مارش على موقع اللجنة الأولمبية الدولية (الإنجليزية)
- هنري مارش على موقع أوليمبيديا (الإنجليزية)